# Missionswissenschaftliches Institut im missio

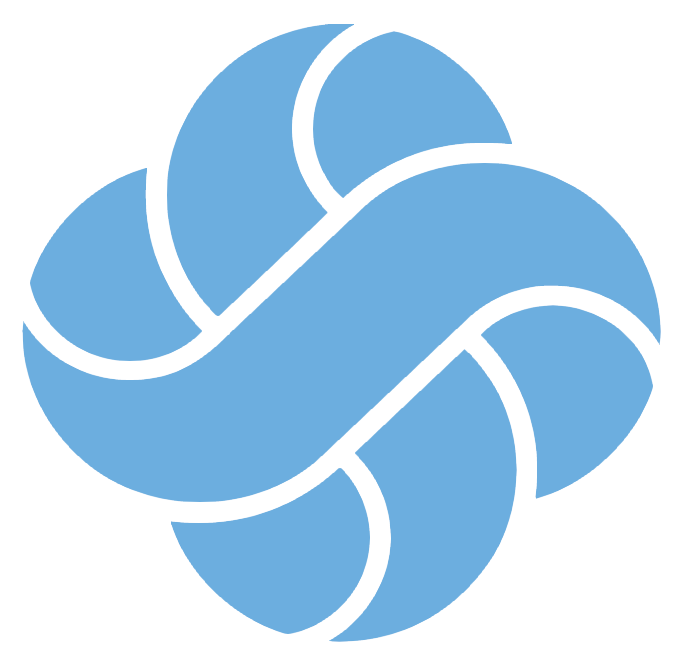
Logo des Missionswissenschaftlichen Instituts im missio e. V.

Das Missionswissenschaftliche Institut im missio e. V. (MWI) ist ein Institut zur Förderung der Wissenschaft, Forschung und Lehre in der katholischen Missionsarbeit und im weltkirchlichen Kontext.

## Gründung
Das Institut wurde 1971 auf Initiative von missio Aachen als eigenständiger Verein mit dem Namen „Missionswissenschaftliches Institut Missio e. V.“ gegründet, 1972 von der Deutschen Bischofskonferenz bestätigt und 1978 von der Kongregation für die Evangelisierung der Völker in Rom anerkannt.

## Aufgaben
Die Gründung war geprägt von dem Geist des Zweiten Vatikanischen Konzils und den hiervon geprägten weltkirchlichen Aufbrüchen. Gemäß der Satzung fördert das MWI Wissenschaft, Forschung und Lehre in der katholischen Missionsarbeit und im weltkirchlichen Kontext. So förderte das MWI von Anfang an theologische Projekte der jungen Kirchen in Afrika, Asien und Ozeanien sowie in Lateinamerika.
In den fast vierzig Jahren wurden mehr als 700 junge Menschen aus der Dritten Welt durch ein Stipendium für theologische oder philosophische Aufbaustudien (Lizenziat, Master und vor allem Doktorat) in Europa oder im Süden unterstützt. Es sind vor allem Studenten, die für die spätere Lehre und Forschung in den eigenen Ländern vorgesehen sind. Ihre zukünftige Aufgabe ist die Weiterentwicklung der einheimischen Theologie, so dass die Ortskirche angemessen auf die lokalen Entwicklungen reagieren kann.
Eine weitere Aufgabe besteht in der Unterstützung der Auf- und Ausbaus von katholischen theologisch-philosophischen Ausbildungs- und Forschungsinstituten in Afrika, Asien, Lateinamerika und Ozeanien. Zu diesem Zweck gibt es verschiedene Förderprogramme:
Forschungsvorhaben und Programme, die kontextuelle Theologien und Philosophien in der Dritten Welt fördern; Fachkonferenzen und Tagungen auf internationaler und regionaler Ebene; Publikation theologischer und philosophischer Literatur; Fachbibliotheken: Beschaffung von Büchern für theologische und philosophische Studien; Austausch von Lehrkräften als Starthilfe für junge theologische und philosophische Institute und Universitäten. Außerdem ist dem MWI eine öffentlich zugängliche Fachbibliothek (Mikado: Missionsbibliothek und katholische Dokumentationsstelle) mit den Sammelschwerpunkten Kontextuelle Theologien und Philosophien, Missionswissenschaft, Religionswissenschaft, Interreligiöser Dialog, Menschenrechte und Situation der jungen Kirchen zugeordnet.
Die Finanzierung der Projekte und der Arbeit des MWI erfolgt durch Spenden. Um die theologische Entwicklung in Asien, Afrika und Ozeanien unterstützen zu  können, wurde die  Agora-Stiftung gegründet.

## Geschichte
In den 1970er Jahren lag der Schwerpunkt des MWI auf der Rezeption der theologischen und philosophischen Aufbrüche in Afrika, Asien, Lateinamerika und Ozeanien sowie auf deren umfassenden Dokumentation und Vermittlung im europäischen Kontext. Als konkrete Frucht dieser Bestrebungen wurde 1979 die bibliographische Zeitschrift Theologie im Kontext begründet.
In den 1980er Jahren entwickelte sich die Arbeit des MWI im Sinne des Aufbaus eines interkontinentalen Netzwerkes von Theologinnen und Theologen. Das Institut nahm immer mehr die Aufgabe und Funktion einer Plattform und eines Katalysators für den wissenschaftlichen Austausch unter den Ortskirchen im Süden wahr. Zugleich startete 1981 die deutschsprachige Buchreihe Theologie der Dritten Welt mit dem Ziel, ausgewählte theologische Beiträge aus Afrika, Asien, Lateinamerika und Ozeanien einem interessierten Publikum in Europa zugänglich zu machen.
In den 1990er Jahren unternahm das MWI den Versuch, aktiv in den Dialog mit den kontextuellen Theologien und Philosophien des Südens zu treten. Das 1993 begründete Jahrbuch für Kontextuelle Theologien sollte ein solches Scharnier sein.
Zur Mitfinanzierung der Arbeit des MWI gründete das MWI im Jahr 2000 die Stiftung Agora – Stiftung für interkulturellen Dialog und Religion.
Seit 2000 befasst sich das Institut besonders mit den Themen Globalisierung, religiös motivierte Gewalt, Makroökumene (Zusammenarbeit zwischen verschiedenen Religionen) und interreligiöser Dialog, Missionsgebiet Europa, indigene Theologien, Postmoderne, Migrationsströme, HIV/AIDS und Gemeindepastoral. Die verschiedenen Förderprogramme berücksichtigen dies.
Das MWI fördert die Ausbildung junger Theologen und Philosophen aus Afrika, Asien und Ozeanien, es unterstützt und begleitet den Ausbau von Lehr- und Forschungsinstituten in Afrika, Asien und Ozeanien. Bis 2009 betrieb das MWI selber Forschung in Kooperation mit Partnern im Süden.
2020 ging das „Missionswissenschaftliche Institut Missio e. V.“ in Liquidation, die Arbeit wird seit 2021 vollumfänglich vom „Missionswissenschaftlichen Institut im missio e. V.“ weitergeführt. Es ist nun Teil von missio Aachen. Ungeachtet der Änderung des rechtlichen Status feierte das Missionswissenschaftliche Institut 2021 sein 50-jähriges Jubiläum.
Leitungen
- Engelbert Schraa (als Geschäftsführer) (1971–1975)
- Georg Schückler (1975–1979)
- Ludwig Wiedenmann SJ (1979–1988)
- Ludwig Bertsch SJ (1989–1996)
- Giancarlo Collet (1997)
- Josef Estermann (1998–2003)
- Richard Brosse (2004–2008)
- Hadwig Müller (kommissarisch) und Thomas Kramm (Geschäftsführung) (2008 – Oktober 2009)
- Harald Suermann (seit Oktober 2009)
- Thomas Fornet-Ponse (seit Juni 2022)

## Das Schwesterinstitut bei missio München
1980 gründete missio München mit Unterstützung der Freisinger Bischofskonferenz ein eigenes missionswissenschaftliches Institut mit denselben Aufgaben: das Katholische Institut für Missionstheologische Grundlagenforschung (IMG).